# Jacht (scheepstype)
Een jacht is een snel en vaak luxueus ingericht schip of scheepje, uitsluitend bestemd voor personenvervoer of recreatievaart.

## Geschiedenis
De naam jacht is het eerst gebruikt voor kleine lichte scheepjes die voor oorlogsdoeleinden werden gebruikt door prins Maurits op de Vlaamse kust.
Na de Tachtigjarige oorlog ontwikkelde het zich tot een comfortabel vervoermiddel.
In de 17e en 18e eeuw kwam het Statenjacht in gebruik, bedoeld voor het vervoer van hooggeplaatste personen, zoals leden van het landsbestuur of de Staten van Holland, en het overbrengen van berichten. Het bleef bij de marine in gebruik tot 1843.
De schepen die door de burgers gebruikt werden voor recreatie werden speeljachten of plezierjachten genoemd.
In de 18e eeuw werd het gebruikelijk om ook werkschepen die snel en mooi van vorm waren jacht te noemen, bijvoorbeeld het blokzeilderjacht. Ook werd ieder al bestaand scheepstype dat van een (grote) kajuit of paviljoen (achterkajuit) was voorzien als jacht benoemd. Zo ontstonden de namen als boeierjacht, schokkerjacht en dergelijke.

## Statiejachten
Aan het einde van de 20e eeuw is het gebruikelijk om de schepen die eigendom zijn van personen van een koningshuis als jacht aan te duiden, b.v. de De Groene Draeck, het schip van prinses Beatrix en Britannia, het schip van koningin Elizabeth II.
Het enige echte Statenjacht dat nog in gebruik is, is het boeierjacht Friso, eigendom van de Provinciale Staten van Friesland, die het schip aankochten en hebben laten restaureren om het als cultuurhistorisch erfgoed te kunnen behouden.

## Moderne jachten
De term luxe-, privé-, super-, mega- of gigajachten verwijst naar moderne grote jachten. Ze zijn meestal eigendom van een persoon of familie. Deze jachten hebben een professionele bemanning, de grootte loopt uiteen van acht voor een 40-meter-jacht tot meer dan 40 voor een jacht groter dan 100 meter.
Het kunnen zowel motorjachten als zeiljachten zijn. Het luxe privéjacht is ontstaan in het begin van de 20e eeuw. Toen waren er rijke personen die grote jachten louter voor persoonlijk vermaak lieten bouwen. Vanaf 40 meter kan men spreken van een superjacht.
Sinds het laatste kwart van de 20e eeuw is er een sterke opkomst van superjachten. Er bestaan steeds meer en steeds grotere superjachten. De grootste kunnen in bijvoorbeeld de haven van Saint-Tropez niet meer aanleggen en liggen op de rede voor anker. In de Middellandse Zee en de Caraïbische Zee zijn deze schepen het vaakst te vinden.
Deze grote jachten geven de mogelijkheid om de verste gebieden van de wereld te ontdekken in alle comfort. Voorbeelden van zulke verre gebieden zijn voor de doorsnee toerist onbereikbare plaatsen: Alaska, baaien in Aziatische landen, de Stille Zuidzee of Micronesië.
Samen met de stijgende vraag naar luxe is er ook een sterke opkomst in volledig op maat gebouwde schepen. De meeste scheepswerven vindt men in de Verenigde Staten en Europa, maar ook steeds meer in Australië, Azië en Oost-Europa. Bij de Europese bouwers zijn onder meer bedrijven zoals Blohm + Voss, Fincantieri, Azimut, Sunseeker, Ferretti Group, Heesen Yachts, Benetti, Feadship, Princess Yachts, Sanlorenzo en Royal Huisman actief.

## Charter
De meeste jachten zijn het exclusieve bezit van privépersonen; andere worden het hele jaar rond uitgebaat door charterbedrijven. Een groot deel van de megajachten zijn privébezit en worden af en toe verhuurd. In de charterprijs, die kan oplopen tot meer dan $200.000 per week, is enkel de huur van het schip inbegrepen. Brandstofverbruik, proviand, kadegelden, fooi voor de bemanning zijn allemaal extra's die daarbij nog moeten worden opgeteld.

## Indeling
Motorjachten hebben doorgaans vier dekken en zijn voorzien van kajuiten voor acht tot twaalf gasten. Door de internationale IMO-wetgeving over voorzieningen en vereiste certificaten om een jacht uit te baten, kiest men meestal voor een maximum van twaalf gasten.

## Galerij

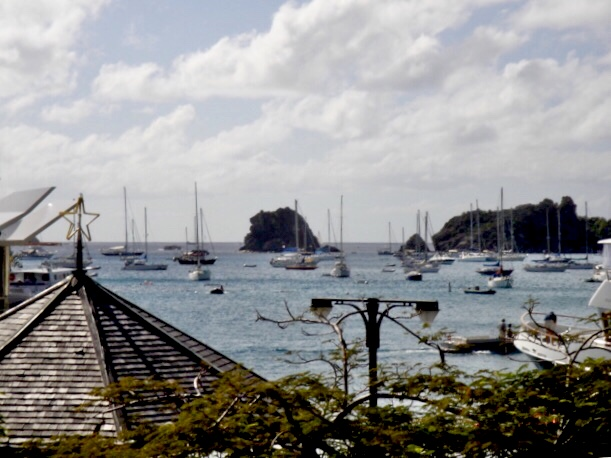
Caraïbische Haven
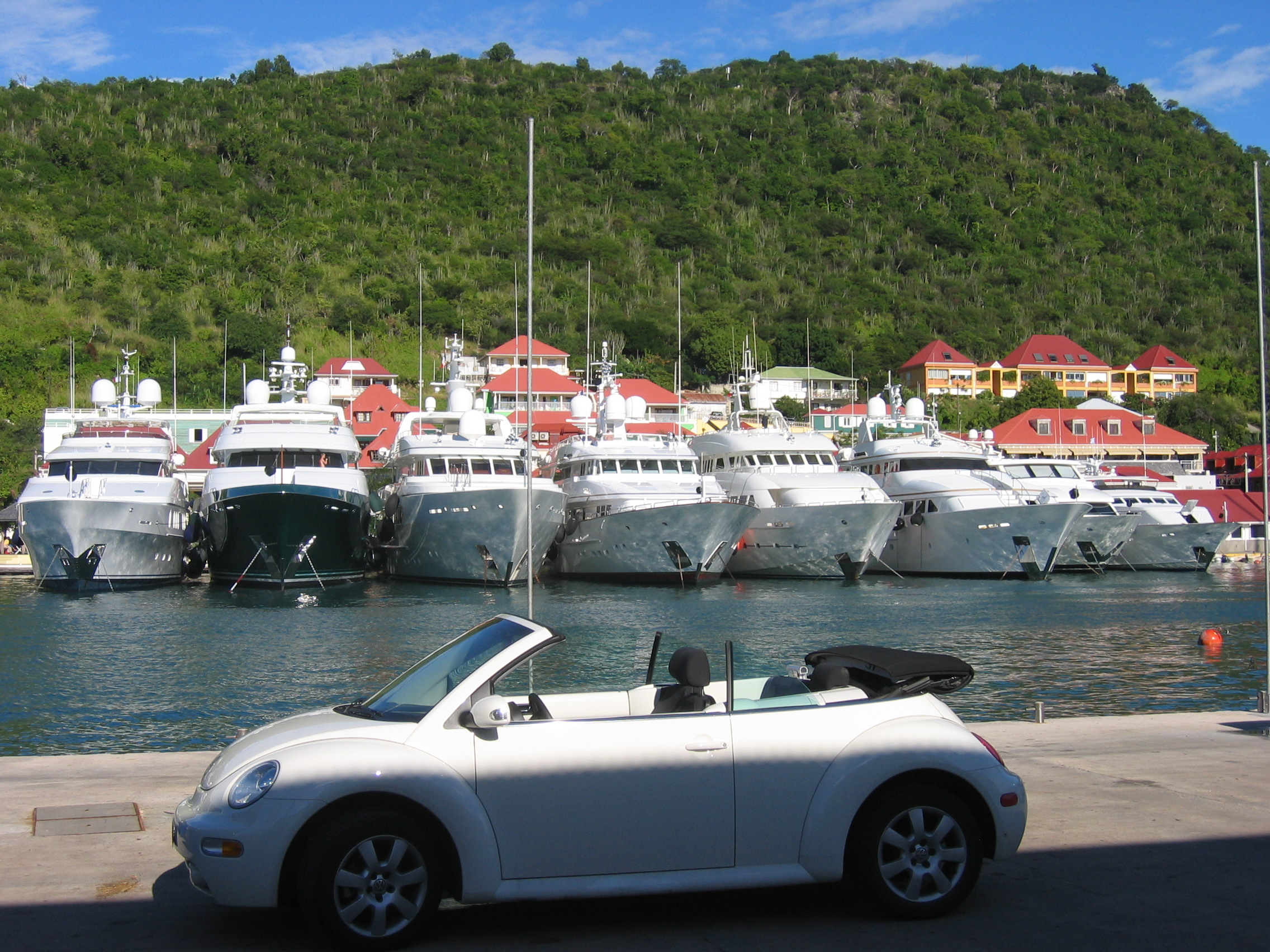
St.Bartélemy/Caraïben
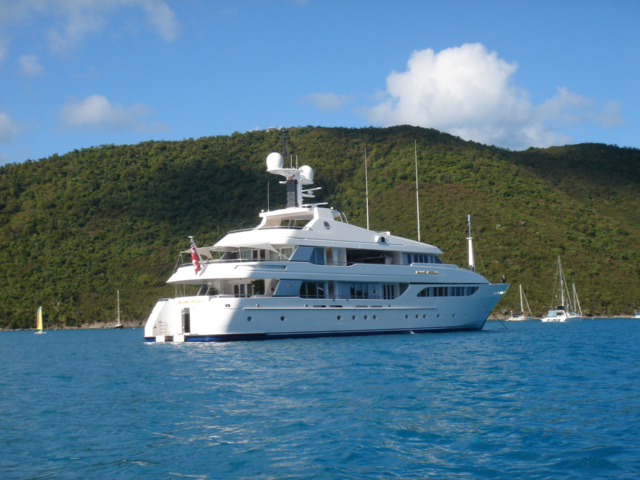
M/Y Blue Moon
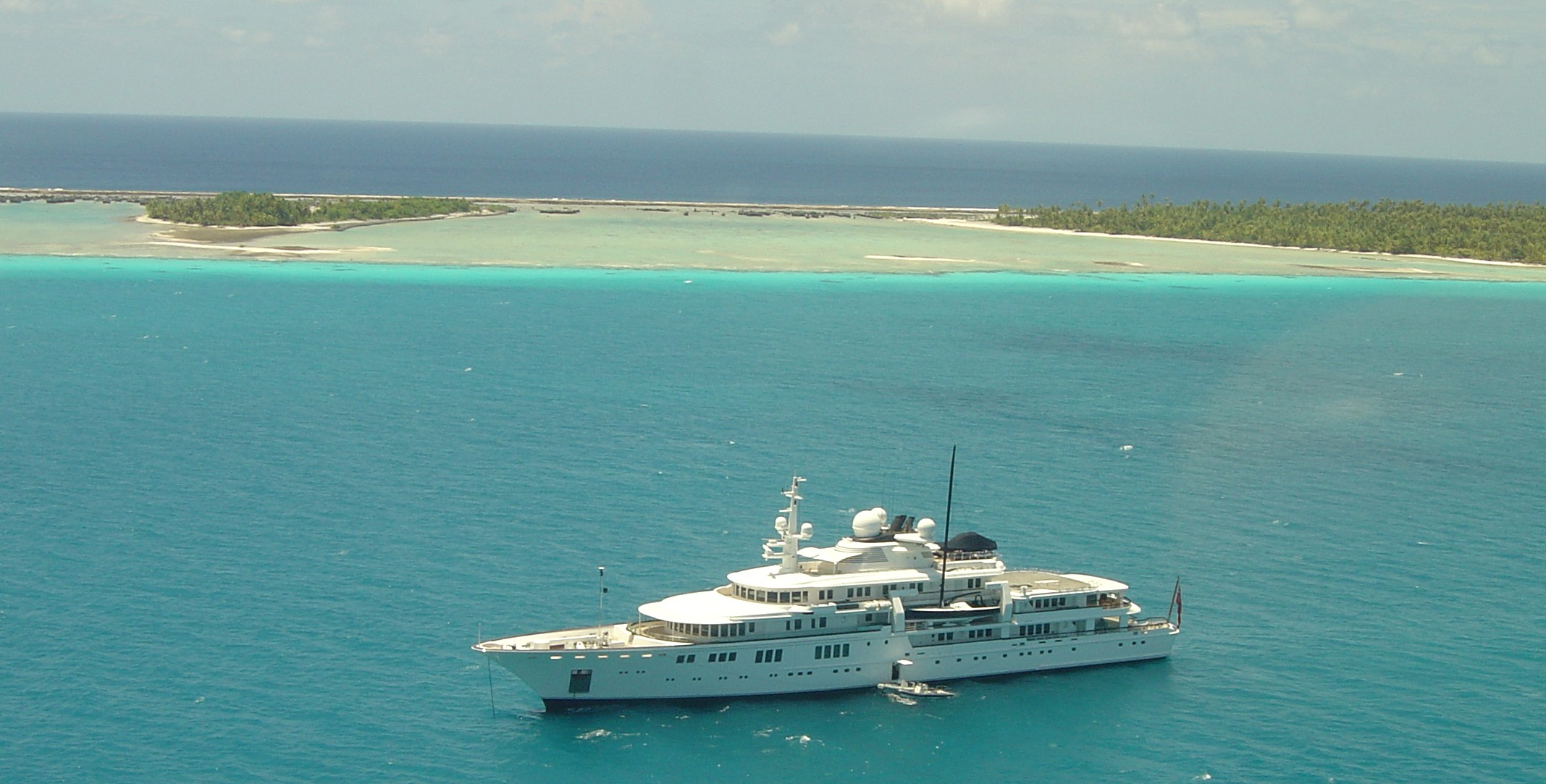
M/Y Tatoosh
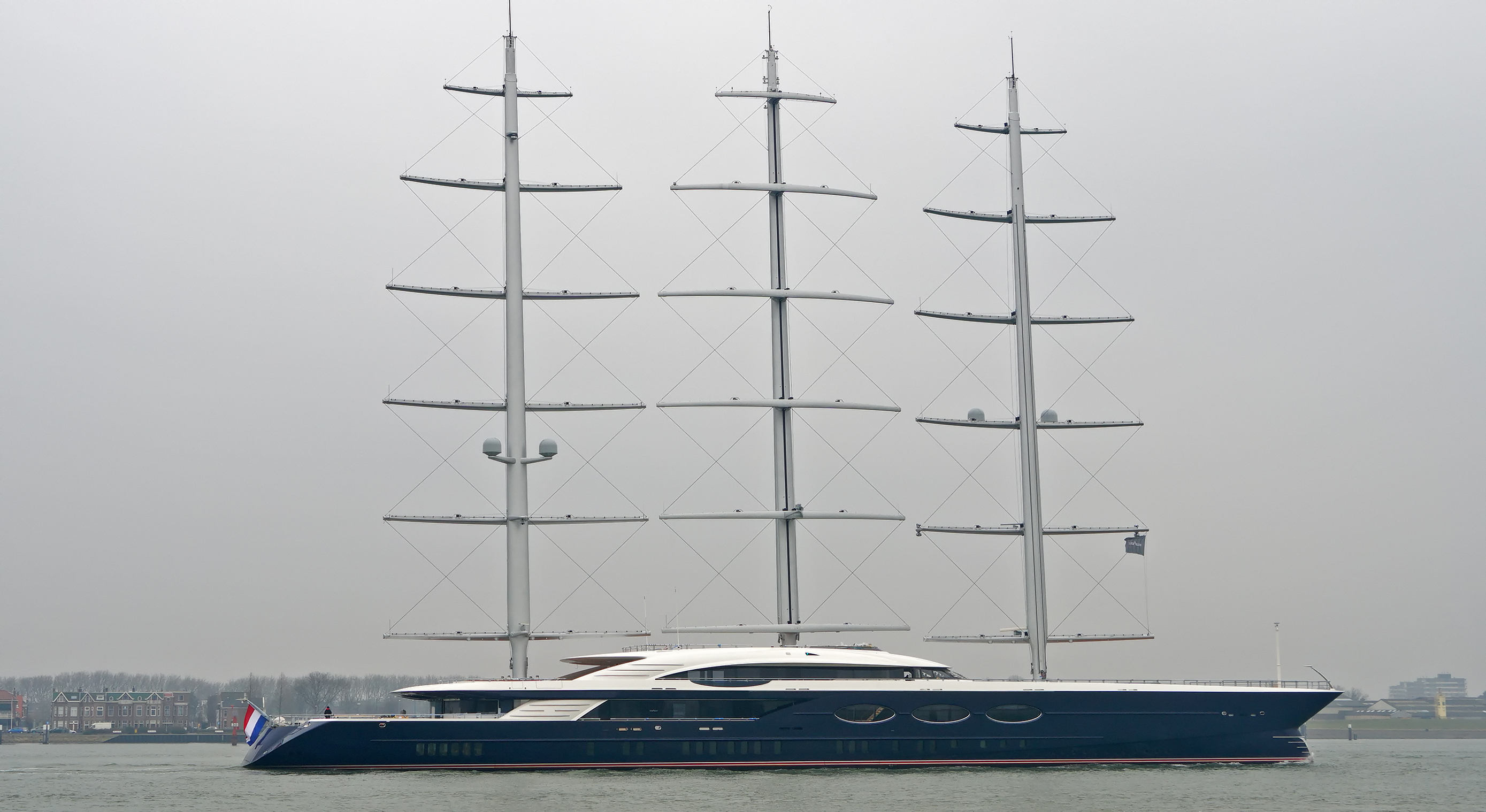
De Black Pearl. Het grootste zeiljacht ter wereld in 2018.